# Honey, I'm Home
Honey, I'm Home è un singolo della cantante canadese Shania Twain, pubblicato nel 1998 ed estratto dall'album Come On Over.

## Tracce
- 7"

1. Honey, I'm Home
2. From This Moment On

## Video
Il videoclip della canzone è stato diretto da Larry Jordan ed è stato girato durante un concerto svoltosi l'8 luglio 1998 a Louisville (Kentucky).